# Montreux Jazz Festival 1971
Das Montreux Jazz Festival 1971 war das fünfte Montreux Jazz Festival. Es fand von Sonntag, 2. Mai, bis Donnerstag, 24. Juni 1971, statt. Als Mitschnitte der Auftritte wurden zahlreiche Live-Alben veröffentlicht.

## Geschichtliches
Die elf Hauptkonzerte fanden zwischen dem 12. und dem 20. Juni statt. Wiederum unterstützte die Europäische Rundfunkunion das Festival und schickte Bands aus den teilnehmenden Ländern. Den Bandwettbewerb gewann das finnische Tuohi-Quartett, das Matti Konttinen von Yleisradio eigens für Montreux zusammengestellt hatte.
Zudem nutzten einige Labels wie Polydor, Atlantic Records und Flying Dutchman Records das Festival als Plattform und präsentierten amerikanische Musiker, die bei ihnen unter Vertrag standen, bei speziellen Label-Nächten. Daneben gab es noch einen Big-Band-Wettbewerb; an diesem waren elf amerikanische High-School-Big-Bands beteiligt. Es nahmen rund 300 Personen als Musiker teil, und 66 Personen liessen sich als Journalisten registrieren. Die Aufzeichnung übernahm das Schweizer Fernsehen zusammen mit anderen Fernsehgesellschaften; als Toningenieur zeichnete Stefan Sulke verantwortlich.
Es war das letzte Festival, das im alten Kursaal von Montreux abgehalten werden konnte, da dieser am 4. Dezember 1971 während eines Konzerts von Frank Zappa abbrannte. (Dieser Brand wurde musikalisch mit Smoke on the Water von Deep Purple verarbeitet.)

## Gruppen (alphabetisch)
- Juhani Aaltonen Quartet[Anmerkung 3]
- Harold «Jazzbo» Alexander
- Roy Ayers Ubiquity (mit Harry Whitaker, Clint Houston, Alphonse Mouzon)
- Gato Barbieri (mit Lonnie Liston Smith, Chuck Rainey, Bernard Purdie, Sonny Morgan, Naná Vasconcelos)
- Benko Dixieland Band (mit Sándor Benkó, Béla Zoltán, Iván Nagy, Béla Bagyari, Jenő Nagy, István Mankovits, János Járay)
- Paul Bley (mit Annette Peacock, Han Bennink)
- Bowie Snr High School Jazz Ensemble
- Larry Coryell (mit Chuck Rainey, Bernard Purdie)
- King Curtis & Champion Jack Dupree (mit Cornell Dupree, Jerry Jemmott, Oliver Jackson)
- Dharma Quintet (mit Gérard Coppéré, Jeff Sicard, Patricio Villaroel, Michel Gladeux, Jacques Mahieux)
- Dionysos (mit Paul-André Thibert, René André Rodolphe Mathieu, Éric Clément, Jean-Pierre Legault, Robert Lepage)
- East Jefferson High School Jazz Ensemble
- Harald Eckstein Quartet (mit Jochen Voss, Sepp Plecher, Lothar Scharf)
- Family
- Roberta Flack
- Aretha Franklin
- Chico Hamilton
- Slide Hampton & Umeå Big Band (mit Gösta Pettersson, Ast Boström, Alf Burstedt, Lennart Burman, Roger Perneholm, Lars Lystedt, Bertil Strandberg, Elmer Granlund, Per-Olof Söderberg, Åke Thordendal, Pär-Olof Johansson, Hans Schöllin, Rolf Pettersson, Stig Söderberg, Lars Burman, Åke Burman)
- Hampton Hawes (mit Henry Franklin und Michael Carvin)
- Helge Hurum Jazz Group (mit Bernd Steen, Roy Hellvin, Björn Holmvik, Svein Christiansen)
- Chris Hinze Combination (mit Roger Cooke, Jimmy Schaperow, Wim Stolwij)
- Hudson’s Bay Jazz Ensemble
- Ahmad Jamal (mit Jamil Nasser, Frank Gant)
- JPJ Quartet (mit Ben Aronov, Bill Pemberton, Budd Johnson, Oliver Jackson)
- Erich Kleinschuster Sextet (mit Hans Salomon, Fritz Pauer, Erich Bachträgl, Leszek Zadlo, Rudolf Hansen)
- Quintet de Jazz d’Yvan Landry (mit Armas Maiste, Richard Ring, Donald Habib, Roger Simard)
- Lebanon High School Jazz Band
- Main Horse Airline (mit Patrick Philippe Moraz, Pete Lockett, Jean Ristori, Bryson Graham)
- Melanie
- Oliver Nelson with the Festival Big Band (mit Charles Tolliver, Danny Moore, Rich Cole, Bernt Stean, Harry Beckett, Buddy Baker, Bertil Strandberg, Donald Beightol, C. J. Shibley, Monte Holz, John Thomas, Jim Nissen, Eddie «Cleanhead» Vinson, Jesper Thilo, Ozren Depolo, Gato Barbieri, Michael Urbaniak, Bob Sydor, Steve Stevenson, Stanley Cowell, Victor Gaskin, Hugo Rasmussen, Bernard Purdie, Boško Petrović, Naná Vasconcelos, Sonny Morgan)
- Hillcrest Norsemen with Jim Terry.[Anmerkung 4]
- The Pebbles (mit Freddy Bekky, Luk Smets, Bobb Bobbot, Axel Van Duin, Cel De Cauwer)
- Placebo (mit Richard Rousselet, Alex Scorier, Johnny Dover, Marc Moulin, Nick Kletchkovsky, Freddy Rottier)
- Quinnipiac College Jazz Band
- Mongo Santamaría (mit Ray Maldonado, Carter Jefferson, Roger Glenn, Eddie Martinez, Eddie Rivera, Steve Berrios, Armando Peraza)
- Snohomish High School Orchestra
- Jesper Thilo & Quintet
- Leon Thomas (mit Oliver Nelson, Neal Creque, Cornell Dupree, Victor Gaskin, David Lee, Jr., Sonny Morgan, Naná Vasconcelos)
- Total Issue
- Tuohi Quartet (mit Seppo Paakkunainen, Heikki Sarmanto, Teppo Hauta-aho, Edward Vesala)[Anmerkung 5]
- Unijazz (mit Boško Petrović, Brane Živković, Salko Mujičić, Vedran Božić, Miljenko Prohaska, Ratko Divjak)
- University of Northern Colorado Big Band
- Michal Urbaniak Group with Urszula Dudziak (mit Adam Makowicz, Paweł Jarzębski, Czesław Bartkowski)
- Eddie «Cleanhead» Vinson (mit Neal Creque, Cornell Dupree, Larry Coryell, Chuck Rainey, Pretty Purdie)
- Wickliffe High School Jazz Ensemble
- Tony Williams Lifetime (mit Larry Young, Ted Dunbar, Juni Booth, Don Alias, Warren Smith)

## Diskographie
- Aretha Franklin: Montreux 1971 (Raubpressung)
- Umeå Big Band & Slide Hampton In Montreux (Gazell 1971)
- The Chris Hinze Combination Live At Montreux (CBS 1971)
- Sadao Watanabe At Montreux Jazz Festival (CBS 1971)
- Ahmad Jamal Freeflight (Impulse 1971), Outertimeinnerspace (Impulse 1972)
- Gato Barbieri: El Pampero – Live in Montreux 1971 (Flying Dutchman 1972)
- Oliver Nelson: Swiss Suite (Flying Dutchman 1972)
- Larry Coryell: Fairyland (Flying Dutchman 1972)
- Eddie «Cleanhead» Vinson Featuring Larry Coryell You Can’t Make Love Alone (Flying Dutchman 1972)
- King Curtis & Champion Jack Dupree: Blues at Montreux (Atlantic 1971)
- Mongo Santamaria: Mongo at Montreux (Atlantic 1971)[1]
- Roy Ayers Ubiquity: Live at the Montreux Jazz Festival (Polydor 1972)
- The JPJ Quartet: Montreux '71 (Master Jazz Recordings 1971)
- Placebo: Live 1971 (We Release Jazz 2019)
- Hampton Hawes Trio: At Montreux (Jas 1976 bzw. Fresh Sound Records 1990)

## Plakat
Das Plakat wurde von Bruno Gaeng, Creative Director einer ortsansässigen Werbeagentur, in Schwarz-Weiss gestaltet. Es war sein erstes Plakat für das Jazz Festival. In der oberen Hälfte ist ein Vogel dargestellt: die Friedenstaube hat ein Saxophon als Schwanz und ist zugleich auch Trojanisches Pferd und aufgespiesene Trophäe. Wie Federn schauen fünf Fahnen (USA, Schweiz, Grossbritannien, Finnland, Frankreich, Deutschland) aus dem Saxophon. Auf dem Flügel ist dargestellt, was sich im Inneren des Pferdes befindet: die Köpfe der Musiker Frank Zappa und Freddy Below, vier Hände, ein weiteres Saxophon, eine Gitarre und ein Stern. Das Plakat hat Kosmopolitismus und Völkerfreundschaft zum Thema.